# Deutsche Sondergotik

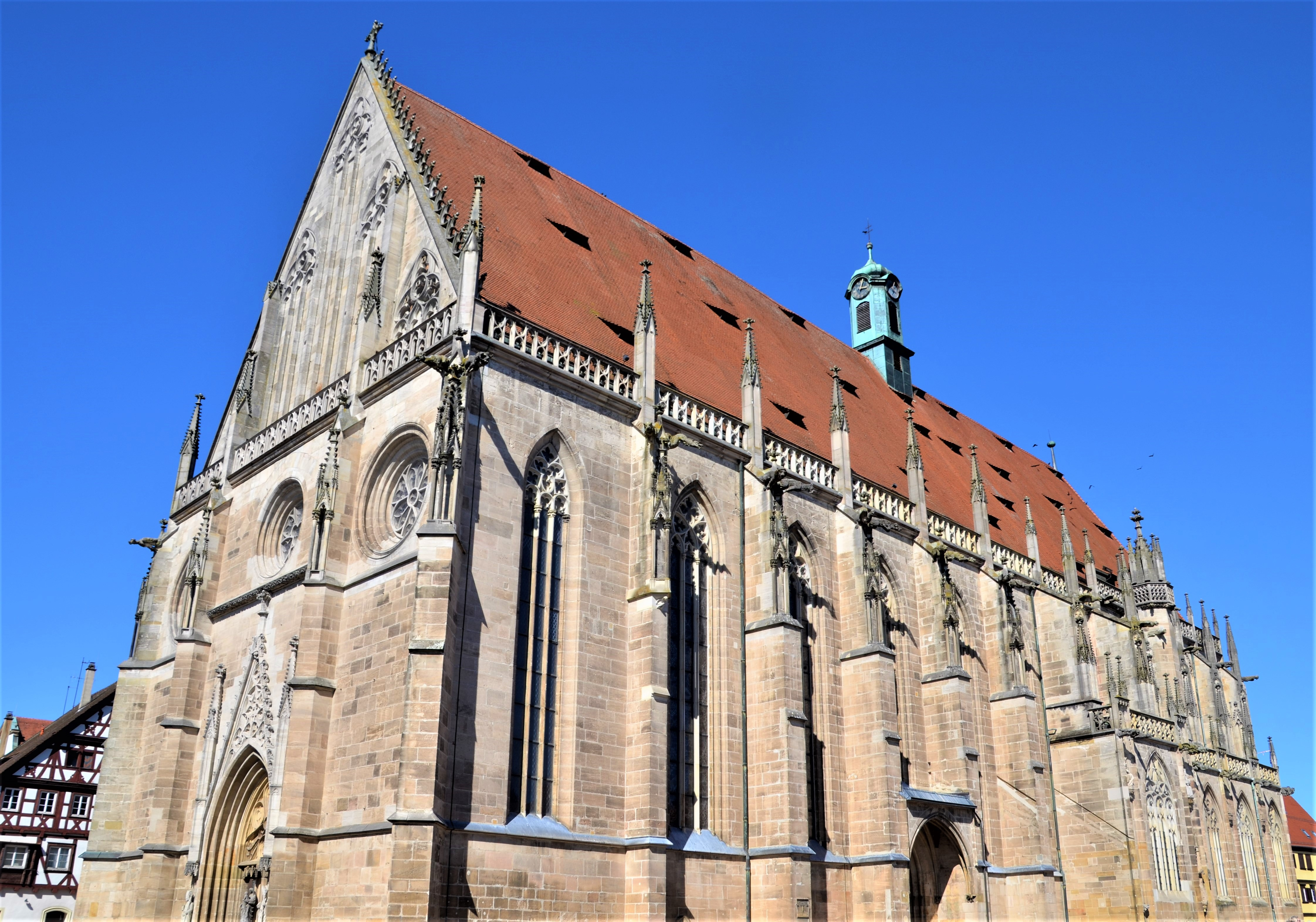
Heilig-Kreuz-Münster in Schwäbisch Gmünd. Gotische Hallenkirche (ab 1330)

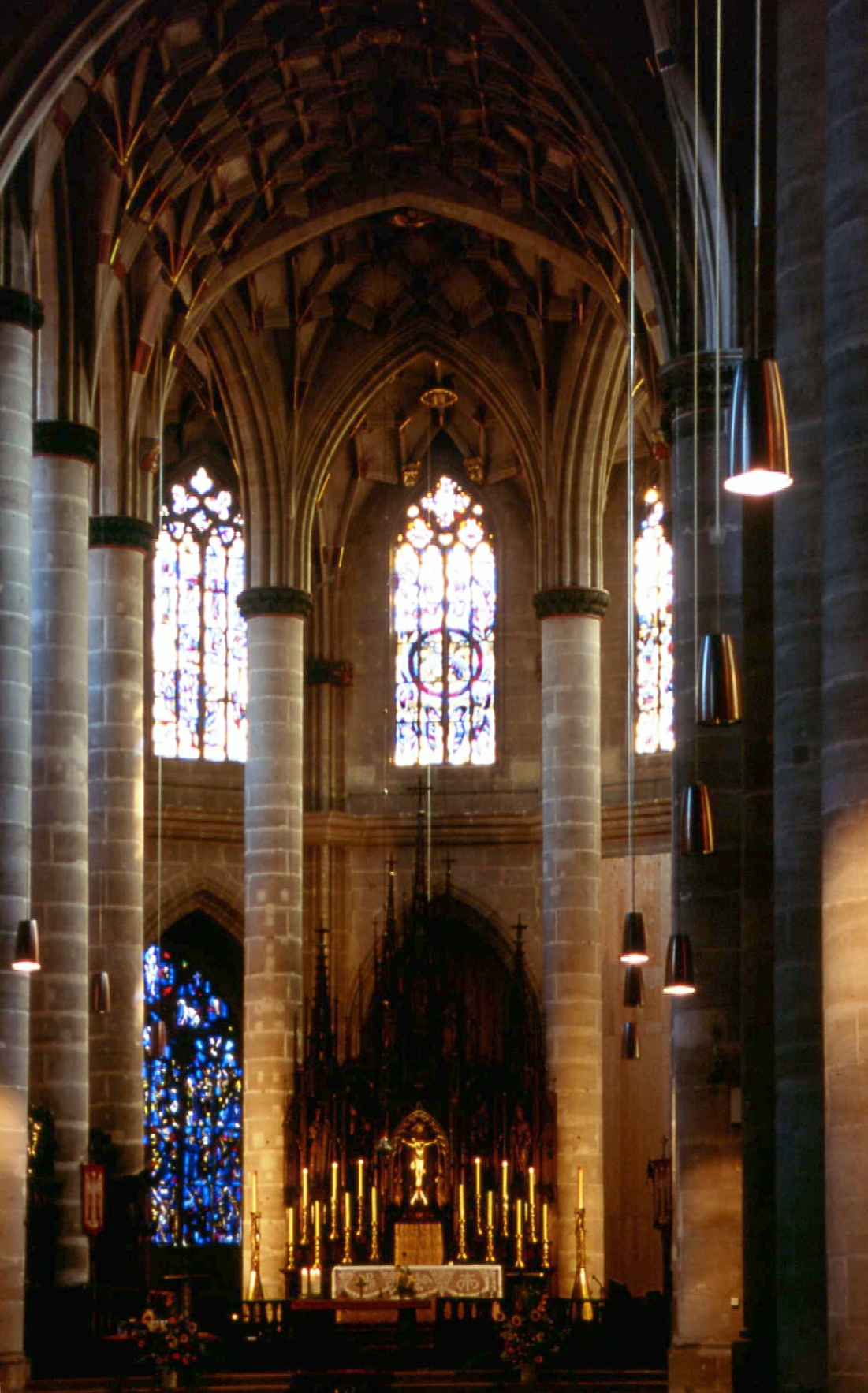
Chor des Gmünder Münsters

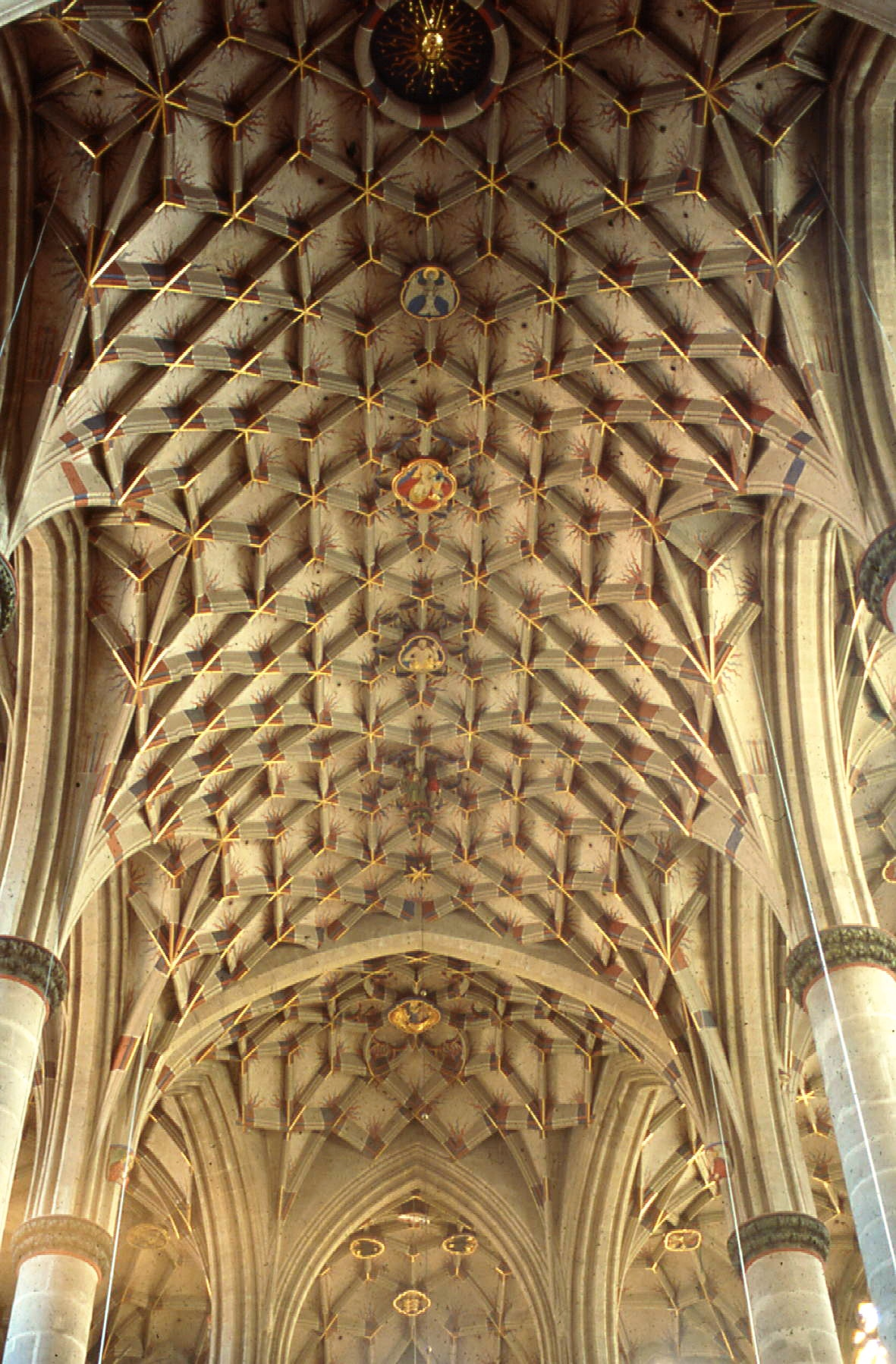
Netzgewölbe des Chors im Münster von Schwäbisch Gmünd (ab 1491)

Die Deutsche Sondergotik ist ein Begriff der Baustilkunde. Aufgrund seiner starken ideologischen Färbung ist er jedoch mittlerweile umstritten. Er wurde im Jahr 1913 durch das gleichnamige Buch von Kurt Gerstenberg eingeführt und bezeichnet eine Sonderform der Gotischen Architektur, die sich im 14. und 15. Jahrhundert im Heiligen Römischen Reich deutscher Nation entwickelte. Mit dem Begriff sollte die nationale Eigenständigkeit der deutschen Entwicklung gegenüber der französischen Kathedralgotik herausgestellt werden.

## Einordnung und Beispiele
Von der Mitte des 14. Jahrhunderts an – also etwa gleichzeitig mit der Deutschen Sondergotik – bildeten sich auch in anderen Ländern entsprechende eigenständige Stile aus: der Flamboyant in Frankreich, der Perpendicular Style in England, die Isabellinische Gotik in Spanien, und der Emanuelstil in Portugal. Gemeinsam ist diesen Baustilen die Abkehr von der klassischen Gotik der Île-de-France bei deutlicher Vereinheitlichung des Raumeindrucks, wie sie für die säkularen Bauten der Renaissance charakteristisch ist. Gleichwohl werden „gotische“ Stilelemente – insbesondere Spitzbögen und Gewölbeformen – nicht nur beibehalten, sondern weiterentwickelt.
Einer der frühesten Vertreter ist das Heilig-Kreuz-Münster zu Schwäbisch Gmünd, an dem die Baumeisterfamilie Parler viele Elemente der Deutschen Sondergotik erstmals konstruierte. Als Höhepunkte gelten Hallenkirchen wie St. Michael in Schwäbisch Hall, der St. Veitsdom in Prag, die Frauenkirche in Nürnberg, die Leonhardskirche in Frankfurt am Main, die St. Annenkirche in Annaberg-Buchholz, die St.-Wolfgangs-Kirche in Schneeberg, St. Georg in Dinkelsbühl, St. Georg in Nördlingen oder St. Martin in Lauingen, bzw. Hallenchöre wie der der Lorenzkirche in Nürnberg oder der Franziskanerkirche in Salzburg.

## Charakteristik
Die Deutsche Sondergotik zeichnet sich durch Elemente aus, die in Frankreich, dem Ursprungsland der Gotik durchaus unüblich sind. Von den französischen Vorbildern und ihrem System unterscheidet sie sich sowohl durch Reduktionen als auch durch Bereicherungen.
In der Baukunst der Bettelorden, aber auch außerhalb dieser, verzichtet man in verschiedenen Ländern Europas bei der Einführung und Weiterentwicklung der in Frankreich entstandenen Gotik vielerorts auf Elemente des vollständigen Kathedralbaus. Diese von deutschen Kunsthistorikern (Georg Dehio) als „Reduktionsgotik“ bezeichnete Stiltendenz verbreitet sich um 1300 und schafft gewisse Voraussetzungen für die Deutsche Sondergotik. Zu den Reduktionen gehören der Wegfall von Chorumgang, Kapellenkranz und Triforium, des Weiteren wird (nach dem Bau des Straßburger Münsters und des Kölner Doms) auch auf die Wimperge verzichtet. Kapitelle fehlen ganz. Die Verwendung einfacher runder oder achteckiger Stützen statt komplizierter Bündelpfeiler beruhigt die Erscheinung.
Die Anpassung der Höhe der Seitenschiffe an das Hauptschiff, das heißt, die Entwicklung zur Hallenkirche mit ihrem weiten, ausgewogenen Innenraum schafft einen neuen Raumtypus, der als eine Alternative zum basilikalen Kathedralbau erscheint.
Den in Frankreich üblichen Doppeltürmen der Bischofskirchen stehen die Eintürme der Stadtpfarrkirchen gegenüber. Der immer höher gesteigerte Turmbau gilt als Besonderheit der deutschen Entwicklung.
Bereicherungen treten vor allem in der Spätgotik auf. Sie betreffen insbesondere die immer komplizierteren Formen der Gewölbe, Dienste und Rippen. Typisch sind Stern-, Netz- und Schlinggewölbe sowie spiralenförmige Pfeiler. Interieurs wie das Sakramentshaus der Lorenzkirche in Nürnberg von Adam Kraft (1496) lassen auch die deutsche Steinmetzkunst im flamboyanten Sinne „kulminieren“.

## Einteilung
Die in die Deutsche Sondergotik eingeordneten Bauten lassen sich in drei Gruppen unterteilen:
- Hallenkirchen
- Bettelordenskirchen (nach basilikalem Schema)
- Backsteinbauten

Während sich in Norddeutschland die Kirchenschiffe unter einzelnen Dächern befinden, wird in Bayern und Baden-Württemberg die gesamte Kirche von einem einzigen Dach bedeckt.
Obwohl Gerstenbergs These von einem sondergotischen Hallenraum als epochale Sonderleistung einer germanischen „Rasse“ längst als einseitig und sozialgeschichtlich verfehlt erkannt ist, ging der Begriff in das Vokabular der Spätgotik-Forschung ein, ohne kritisch genauer hinterfragt zu werden.